# Melanophryniscus estebani
Melanophryniscus estebani es una especie de anfibio del género Melanophryniscus, perteneciente a la familia Bufonidae. Es un taxón endémico de algunos de los cordones serranos del centro de la Argentina, con un área de distribución fragmentada entre las provincias de Córdoba y San Luis, siempre por encima de los 1700 m s. n. m.

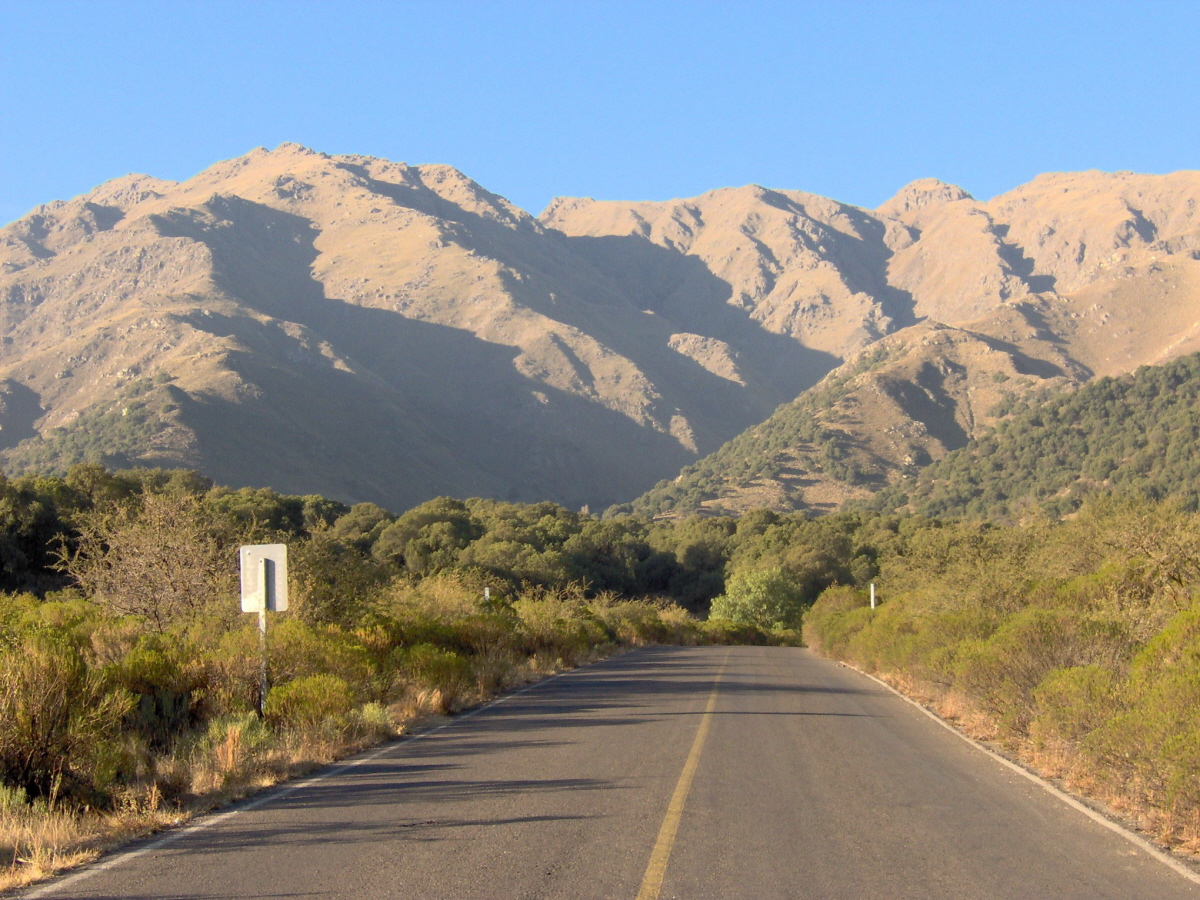
En el cordón orográfico denominado sierras de Comechingones se encuentra uno de los dos núcleos de distribución de este anfibio.

## Distribución y hábitat
Esta especie habita en pastizales de altura y hábitat rupícolas próximos a charcas en mesetas y sierras correspondientes a la ecorregión terrestre sabanas chacoserranas en altitudes comprendidas por sobre los 1700 m s. n. m..
Se distribuye de manera endémica en el centro de la Argentina, en el sistema orográfico denominado sierras Pampeanas, específicamente en dos cordones: las sierras de San Luis y las sierras de Comechingones, prolongación austral del sector altiplánico conocido como pampa de Achala.
Las localidades de captura, según dichas provincias, son: 
Córdoba
- Alpa Corral, departamento Río Cuarto (1800 m s. n. m.)
- Cerro de Oro, departamento Río Cuarto (20 km al noroeste de Alpa Corral).

San Luis.
- La Carolina, departamento Coronel Pringles (1730 m s. n. m.)

## Taxonomía
Esta especie fue descrita originalmente en el año 2008 por el herpetólogo Jorge Abel Céspedez.
Holotipo
El ejemplar holotípico es una hembra adulta archivada bajo el código ZVUNRC 1887, colectada por Pettinicchi y otros el 8 de marzo de 1992. 
Localidad tipo
La localidad tipo es: Alpa Corral, departamento Río Cuarto, Córdoba, Argentina.
Etimología
Etimológicamente, el término específico estebani rinde honor al herpetólogo y profesor Esteban Lavilla.
Grupo al cual pertenece
Se la incluye en el grupo Melanophryniscus stelzneri, uno de los 3 en que es dividido el género Melanophryniscus.

## Características y costumbres
Esta especie forma parte del conjunto de anuros endémicos de las sierras de Córdoba y San Luis, junto con Pleurodema cordobae, P. kriegi, Odontophrynus achalensis y Rhinella achalensis.
Características
Es un anfibio de hocico corto, piel lisa, y de tamaño pequeño, con un largo total de entre 25 y 30 mm en el caso de los machos, siendo de 25 y 34 mm en las hembras.
Es posible separar a esta especie de las otras especies del género Melanophryniscus por su mayor robustez, por su piel de limitada granulación, por exhibir características propias en su patrón de coloración y en el diseño del mismo, por las patas traseras más cortas, por no poseer almohadilla nupcial, por presentar en la columna grandes espinas y por tener las hembras proporcionalmente un mayor tamaño.
Especies similares
Melanophryniscus estebani es un endemismo de los pastizales serranos de altura por sobre los 1700 m s. n. m.. Ambas poblaciones detectadas constituyen “islas” anidadas dentro de la distribución de Melanophryniscus stelzneri, la que habita a menor altura y al parecer son alopátricas. De esta última se la diferencia fácilmente por presentar el dorso y los miembros inferiores cubiertos de manchas amarillas y naranjas (en M. stelzneri son mayormente negros) y por poseer una enorme mancha amarilla que le cubre todo el vientre, además de otras menores naranjas y rojas (en M. stelzneri es dominantemente negro, con manchas de colores). La boca está rodeada de una mancha blanco-amarillenta en ambos maxilares (en algunos ejemplares se interrumpe hacia la zona apical de la maxila inferior) hasta el borde inferior de los ojos, prolongándose luego hacia el dorso ya con tono amarillo. La hembra de M. estebani es mayor (hasta 34 mm de largo total).